# امامزاده علاءالدین
امامزاده علاءالدین، روستایی از توابع بخش مرکزی شهرستان آوج در استان قزوین ایران است. بنای صفوی امامزاده علاءالدین در این روستا قرار دارد.

## جمعیت
این روستا در دهستان خرقان غربی قرار دارد و براساس سرشماری مرکز آمار ایران در سال ۱۳۸۵، جمعیت آن ۲۸۴ نفر (۸۴خانوار) بوده‌است.